# Dipartimento d'Olona
Il dipartimento d'Olona fu un dipartimento della Repubblica Cisalpina, della Repubblica Italiana e del Regno d'Italia, dal 1797 al 1815. Prendeva il nome dal fiume Olona e aveva come capoluogo Milano.
Al termine dell'età napoleonica (1815), con la costituzione del Regno Lombardo-Veneto, il territorio del dipartimento fu diviso fra le province di Milano e Pavia.

## Storia
Il dipartimento d'Olona fu istituito l'8 luglio 1797, in seguito all'emanazione della costituzione della Repubblica Cisalpina. Comprendeva la città di Milano e i suoi dintorni, ed aveva dimensioni molto inferiori alla vecchia provincia di Milano della Lombardia austriaca, raggruppandone solo dieci pievi, sulla base del principio di una più uniforme ripartizione della popolazione dello Stato. Al dipartimento, in virtù dei suoi 193.819 abitanti, furono assegnati 15 dei duecentoquaranta deputati della Repubblica. L'Amministrazione centrale dipartimentale fu composta di cinque membri nominati da Napoleone, mentre un Commissario del Direttorio fu incaricato di vigilare sul rispetto delle leggi nazionali da parte degli amministratori locali.

### La suddivisione del 2 aprile 1798
Con la legge 13 germinale anno VI emanata il 2 aprile 1798, superando la suddivisione in pievi, il territorio dipartimentale fu ripartito in 8 distretti, due dei quali costituiti da comuni che facevano distretto a sé:
- 1. città di Milano con i Corpi Santi[5]
- 2. città di Monza[6]
- 3. distretto di Bollate[7]
  - Arese; Baranzate; Bollate; Bruzzano; Cassina Nuova; Cassina Pertusella; Cassina Triulza; Castellazzo; Cormano; Cesate; Garbagnate; Mazzo; Novate; Pantanedo; Pinzano; Roserio; Senago; Terrazzano; Valera; Vialba
- 4. distretto di Baggio[8]
  - Assago; Assiano; Baggio; Bazzana Sant'Ilario; Bazzanella; Boldinasco; Buccinasco; Cassina del Pero; Cerchiate; Cesano Boscone; Corsico; Cusago; Figino; Garegnano Marcido; Grancino; Gudo Gambaredo; Lampugnano; Loirano; Lorenteggio; Muggiano; Musocco; Quarto Cagnino; Quinto Romano; Ronchetto; Romanbanco; Rovido; Seguro; Sella Nuova; Settimo; Terzago; Trenno; Trezzano; Vighignolo; Villapizzone
- 5. distretto di Sesto San Giovanni[9]
  - Affori; Bicocca; Bresso; Brusuglio; Cassina de' Gatti; Cologno; Crescenzago; Dergano; Moncucco; Niguarda; Precentenaro; Precotto; San Damiano; Sant'Alessandro con Occhiate e la Pelucca; Segnano; Sesto San Giovanni; Turro; Villa San Fiorano
- 6. distretto di Cernusco Asinario[10]
  - Bornago; Bussero; Cambiago; Camporicco; Cassina de' Pecchi; Cernusco Asinario; Pessano; Pioltello; San Giuliano; San Pedrino; Sant'Agata; Vignate; Vimodrone
- 7. distretto di Gorgonzola[11]
  - Bellinzago; Bisentrate; Gessate; Gorgonzola; Inzago; Masate; Pozzolo; Trecella
- 8. distretto di Linate[12]
  - Bolgiano; Briavacca; Casa Nuova; Cassignanica; Chiaravalle; Foramagno; Lambrate; Limito; Linate Inferiore; Morsenchio; Macconago; Mezzate; Nosedo; Novegro; Pantigliate; Peschiera; Poasco; Quinto Sole; Redecesio; Rodano; Rovagnasco; San Donato; San Gregorio Vecchio; Segrate; Trenzanesio; Tregarezzo; Vajano; Vigentino; Zelo.

### La suddivisione del 26 settembre 1798
Con la legge 15 fruttidoro anno VI, emanata il 1º settembre 1798, i dipartimenti della Repubblica Cisalpina vennero ridotti da 20 a 11; in seguito a ciò, al dipartimento d'Olona furono aggregati territori già appartenuti ai disciolti dipartimenti dell'Adda, del Lario, della Montagna, del Ticino e del Verbano.
Con la successiva legge 5 vendemmiale anno VII, emanata il 26 settembre 1798, il dipartimento d'Olona, fortemente ingrandito, fu diviso in ben 36 distretti, in genere più grandi dei precedenti:
1. distretto di Belgioioso
2. distretto di Sant'Angelo
3. distretto di Pavia
4. distretto di Melegnano
5. distretto di Chiaravalle
6. distretto di Binasco
7. distretto di Bereguardo
8. distretto di Abbiategrasso
9. distretto di Cuggiono Maggiore
10. distretto di Busto Arsizio
11. distretto di Sedriano
12. distretto di Rho
13. distretto di Gallarate
14. distretto d'Angera
15. distretto di Laveno
16. distretto di Luino
17. distretto di Arcisate
18. distretto di Varese
19. distretto di Tradate
20. distretto d'Appiano
21. distretto d'Olgiate Comasco
22. distretto di Como
23. distretto d'Argegno
24. distretto di Porlezza
25. distretto d'Asso
26. distretto di Erba
27. distretto di Missaglia
28. distretto di Cantù
29. distretto di Mariano
30. distretto di Seveso
31. distretto di Desio
32. distretto di Bollate
33. distretto di Monza
34. distretto di Vimercate
35. distretto di Pioltello
36. distretto di Milano

### L'invasione tedesca
Il 29 aprile 1799 il dipartimento fu occupato per un anno dalle truppe russo-tedesche, che lo affidarono ad un Amministrazione provvisoria della città e provincia di Milano formata dalla fusione fra le autorità comunali e il ministero di polizia, e poi da giugno definitivamente alla Congregazione delegata per la città e provincia di Milano formata da 18 assessori con a capo il Regio delegato Francesco Nava.

### La revanche
I francesi ricostituirono il dipartimento al loro ritorno nel 1800 alla rinascita della Repubblica Cisalpina, ma sotto una struttura istituzionale più conservatrice: partendo dalla vecchia amministrazione provinciale, i cui membri vennero ridefiniti il 20 pratile VIII, l'Amministrazione municipale e dipartimentale d'Olona venne investita sia delle funzioni comunali, peraltro non più frazionate in municipalità, sia di quelle provinciali. L'unico elemento che fu riconfermato fu quello territoriale, includendo quindi sempre Como e Pavia come da proclama del 6 messidoro, rendendo assai vasto l'ambito di azione delle nuove autorità.

### La suddivisione del 13 maggio 1801
Con la legge 23 fiorile anno IX, emanata il 13 maggio 1801, fu ridisegnata la suddivisione della Repubblica Cisalpina. Al dipartimento d'Olona vennero sottratti i territori di Como e Varese, assegnati al nuovo dipartimento del Lario, e altri comuni minori; il territorio restante fu diviso in 4 distretti, di dimensioni ben più ampie dei precedenti:
- 1. distretto di Milano
- 2. distretto di Pavia
- 3. distretto di Monza
- 4. distretto di Gallarate

La legge 10 brumaio X ripartì poi le circoscrizioni dei giudici di pace, che divennero poi i cantoni.
La legge 24 luglio 1802 della Repubblica Italiana ripristinò poi un'Amministrazione centrale del dipartimento d'Olona distinta dalle autorità comunali, e composta da sette membri selezionati dal governo sulle proposte del consiglio generale.
Il 12 settembre furono nominati i primi venti consiglieri generali, che poi scelsero gli altri altrettanti, componendo un'innovativa assemblea deliberativa in materia elettiva e fiscale.

### La suddivisione dell'8 giugno 1805
Con il decreto 8 giugno 1805 la suddivisione del dipartimento in 4 distretti rimase invariata, ma i distretti furono ulteriormente suddivisi in cantoni:
- 1. distretto di Milano[23]
  - 1. cantone di Milano[24]
    - Corpi Santi ed ex pieve di Bruzzano

  - 2. cantone di Milano[25]
    - ex pieve di Segrate ed ex pieve di Mezzate ed ex pieve di Settala ed ex pieve di Corneliano

  - 3. cantone di Milano[26]
    - ex pieve di Locate ed ex pieve di San Donato

  - 4. cantone di Milano
    - ex pieve di San Giuliano sud più Siziano e Vidigulfo

  - 5. cantone di Milano
  - 6. cantone di Milano
  - 7. cantone di Desio
  - 8. cantone di Melegnano[27]
    - ex pieve di San Giuliano nord
- 2. distretto di Pavia[28]
  - 1. cantone di Pavia
  - 2. cantone di Gaggiano[29]
    - ex pieve di Rosate e di Corbetta sud

  - 3. cantone di Abbiategrasso
  - 4. cantone di Binasco[30]
    - ex vicariato di Binasco ovest

  - 5. cantone di Bereguardo
  - 6. cantone di Belgioioso
  - 7. cantone di Corteolona
- 3. distretto di Monza[31]
  - 1. cantone di Monza
  - 2. cantone di Costa
  - 3. cantone di Vimercate
  - 4. cantone di Gorgonzola[32]
    - ex pieve di Gorgonzola ed ex pieve di Pontirolo
- 4. distretto di Gallarate[33]
  - 1. cantone di Gallarate
  - 2. cantone di Saronno
  - 3. cantone di Cuggiono
  - 4. cantone di Legnano
  - 5. cantone di Somma

La suddivisione in cantoni ebbe in seguito alcune modifiche con i decreti di concentrazione e unione dei comuni del dipartimento d'Olona del 4 novembre 1809 e 8 novembre 1811, oltre alla creazione della Grande Milano.

## Prefetti di Milano
Le prefetture furono attivate con legge del 24 luglio 1802 sul modello francese salvo, per non scontrarsi troppo coi nobili italiani, mantenere in subordine le vecchie Amministrazioni Centrali dei dipartimenti. Lo schema transalpino fu poi definitivamente implementato col decreto dell'8 giugno 1805 che assegnò unicamente al prefetto la gestione esecutiva dipartimentale.
- Lucrezio Longo (1802-1809)
- Gaudenzo Maria Caccia (1809-1814)
- Giovanni Minoja (1814)

Il dipartimento d'Olona fu inoltre dotato della prima forza di polizia italiana, onde prevenire, reprimere e scoprire i crimini, e sorvegliare i nullafacenti. In città si avvaleva della collaborazione degli anziani delle parrocchie, mentre in provincia ci si appoggiava alle autorità locali. Il primo prefetto di polizia, nel 1802, fu Alberto Canziani, di lì a poco stabilmente sostituito da Stefano Luini.